# Günther Schellong

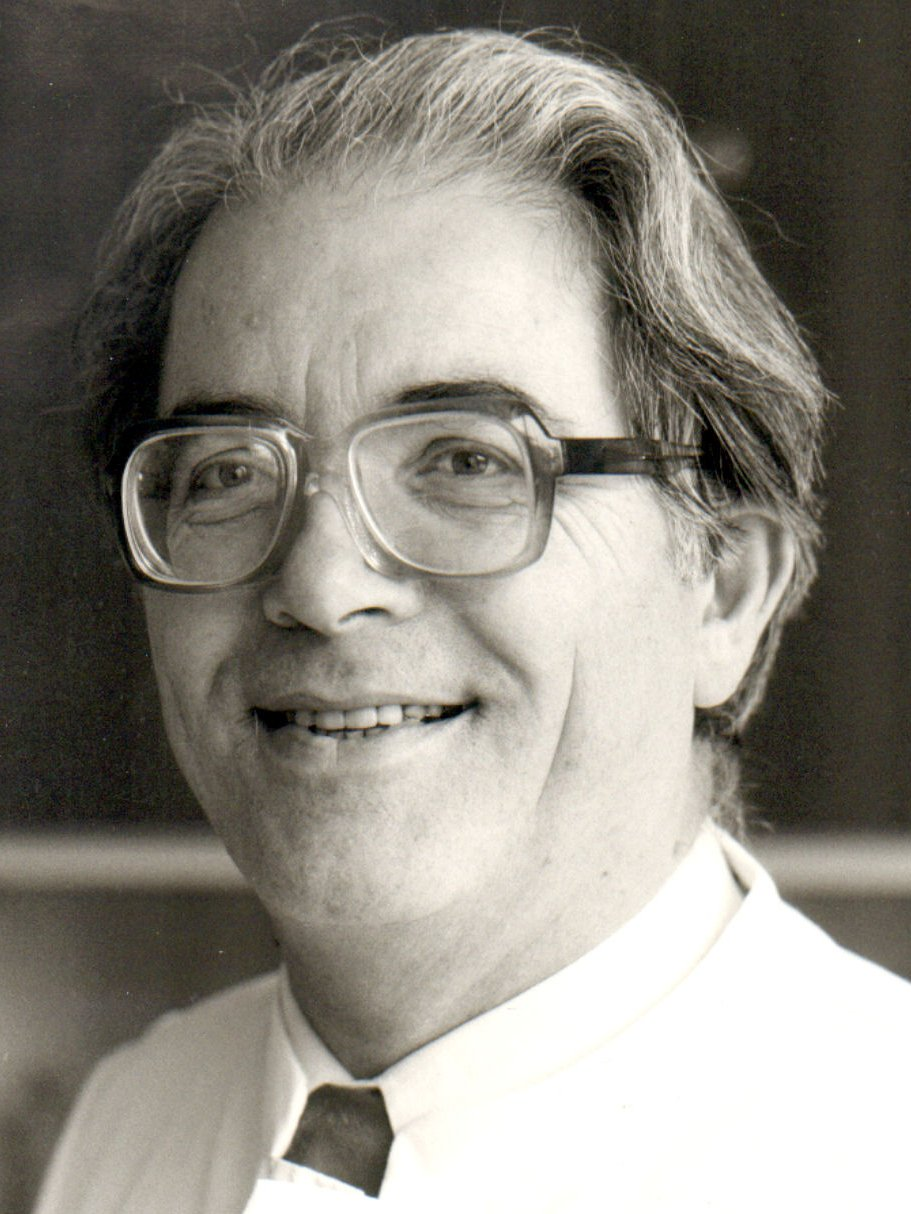
Günther Schellong (um 1985)

Günther Makiri Schellong (* 15. Januar 1926 in Kiel; † 10. Oktober 2015 in Münster) war ein deutscher Kinderarzt und Hochschullehrer mit Schwerpunkt Pädiatrische Hämatologie und Onkologie.

## Leben
Günther Schellong wurde 1926 in Kiel als erstes von vier Kindern des Internisten Fritz Schellong und seiner Frau Anneliese geb. Schewe (ebenfalls Ärztin) geboren. Nach Abschluss seines Medizinstudiums im Jahre 1951 arbeitete er als Assistenzarzt an der Medizinischen Universitätsklinik Göttingen bei Rudolf Schoen und später am pathologischen Institut in Freiburg bei Franz Büchner.
1954 trat er als Assistenzarzt in die von Hermann Mai geleitete Universitätskinderklinik Münster ein. Dort habilitierte er sich 1961 mit einer Arbeit über den Ikterus Neonatorum und wurde 1963 Oberarzt. 1973 wurde er zum Ordentlichen Professor und Leiter der Abteilung für Hämatologie und Onkologie ernannt.
Seine Forschungsschwerpunkte lagen zunächst auf dem Gebiet der Blutgruppenserologie, des Bilirubinstoffwechsels uns des Morbus haemolyticus neonatorum (Blutgruppenunverträglichkeit zwischen Mutter und Kind). In den 1970er-Jahren wurde die Erforschung und Behandlung von Krebserkrankungen bei Kindern und Jugendlichen zum Haupttätigkeitsfeld seiner klinischen und wissenschaftlichen Arbeit.
Von 1976 an bis zu seiner Emeritierung im Jahre 1991 war er Direktor der Universitäts-Kinderklinik Münster.
Nach der Emeritierung widmete sich Schellong der Erforschung von Langzeitfolgen durch die Behandlung des Morbus Hodgkin und dem Aufbau der Hämato-Onkologie in den Nachfolgestaaten der Sowjetunion, insbesondere der Ukraine.

## Leistung
Schellong gilt als einer der Wegbereiter der modernen Pädiatrischen Hämatologie und Onkologie. Durch die Rhesusprophylaxe, an deren Erprobung und Einführung er maßgeblich beteiligt war,  konnten die Folgen einer Rhesusblutgruppenunverträglichkeit zwischen Mutter und Neugeborenem verhindert werden.
Schellong war eines der drei Gründungsmitglieder der BFM-Studiengruppe in der pädiatrischen Onkologie und Hämatologie. In diesem Netzwerk übernahm er die Leitung für die Studien der Akuten myeloischen Leukämie und später des Hodgkin-Lymphoms. Er leistete damit grundlegende Beiträge für die Verbesserung der Überlebenschancen krebskranker Kinder und Jugendlicher.
Die Spätfolgen der Morbus-Hodgkin-Therapie konnten durch die von ihm konzipierten und bis ins hohe Alter geleiteten Studien mit einer in dem Fachgebiet einzigartigen Nachbeobachtungszeit erforscht werden. Aus den daraus gewonnenen Erkenntnissen wurden wichtige Handlungs- und Nachsorgeempfehlungen für die Patienten abgeleitet.

## Ehrungen und Auszeichnungen
- 1989 Kind-Philipp-Wissenschaftspreis für Leukämieforschung
- 1992 Bundesverdienstkreuz 1. Klasse
- 1997 Ehrenmitgliedschaft in der Deutschen Gesellschaft für Kinder- und Jugendmedizin
- 2007 Nachsorge-Preis der Deutschen Kinderkrebsnachsorge (Stiftung für das chronisch kranke Kind)
- 2013 Dietrich-Niethammer-Preis der Gesellschaft für Pädiatrische Onkologie und Hämatologie (GPOH)
- 2015 Ehrenmitgliedschaft der Deutschen Gesellschaft für Hämatologie und Medizinische Onkologie (DGHO)[3]

Seit 2014 wird alle drei Jahre im Rahmen des Internationalen Symposiums für das Hodgkin-Lymphom im Kindes- und Jugendalter (ISCAYAHL) der Günther-Schellong-Award verliehen. Mit dem Preis werden Wissenschaftler(innen) für herausragende Forschungsarbeiten zum Hodgkin-Lymphom geehrt.

## Sonstiges
In seiner Freizeit war Günther Schellong engagierter Cellist und Gründungsmitglied des Orchesters der Deutschen Kinderärzte. Er war in dem Orchester langjähriger Stimmführer der Cello-Gruppe und trat mit ihm mehrfach solistisch auf.